# 長谷川兼己
長谷川 兼己（はせがわ かねみ、1934年11月17日 - 2009年11月19日）は日本の政治家。鰺ヶ沢町長（1999年 - 2009年）。

## 来歴
1999年の鰺ヶ沢町町長選挙に立候補し、当選。2009年11月17日に翌日の全国町村長大会などに参加するため上京したが同月19日午後2時15分頃、東京都千代田区永田町の全国町村会館内にある宿泊施設の浴槽で顔が湯に半分ほど沈んだ状態の長谷川を従業員が発見、後に死亡が確認された。75歳。3期目途中の出来事であった。
青森県町村会職員と待ち合わせしていたが時間になっても現れないことから職員とともに長谷川の部屋を訪れたところ発見した。警視庁麹町警察署は死因は虚血性心不全による水死であり事件性は低いとみている。同日付で旭日双光章追贈、従六位に叙された。
長男は鰺ヶ沢町議会議員で同議長も務めた長谷川統一。